# Lisset
Lisset Gutiérrez Salazar, mais conhecida como Lisset (Jalisco, 3 de novembro de 1973) é uma atriz e cantora mexicana.

## Biografia
Lisset complementou desde muito pequena sua formação artística com aulas de jazz, tap e atuação. A comédia musical marcou seu inicio artístico. Aos doze anos participou de em “Blanca Nieves”, comédia musical que permaneceu seis meses em cartaz. Em 1990 participou em “Calle 42” com Amparito Arozamena, Joaquín Cordero e Olivia Bucio. Posteriormente nas obras “Perdidos en el Espacio” e “Charly Brown y sus Amigos”, levou o papel principal e com ambas realizou giras dentro da República Mexicana.
Seu protagonismo na obra “Loco por ti”, em 1998 lhe valeu a distinção da Agrupação de Periodistas Teatrais como “A Revelação como Melhor Atriz em Comedia Musical”, que lhe entregou a Associação de Críticos de Teatro Rafael Solana, e posteriormente obteve os papéis principais das obras “Mary Poppins” e “Fiebre de Sábado por la Noche”.
En todas as obras musicais que participou desde 2000, tem sido reconhecida com o premio “Melhor atriz em Comedia Musical”, que outorga a Associação de Críticos de Teatro Rafael Solana.
En 1996 interpretou junto ao maestro Armando Manzanero o tema principal da polémica telenovela Nada personal. Em 1997, se lança como solista com sei primeiro Disco titulado Lisset. Em 1998 o maestro Manzanero produziu “Te lo Quiero Contar”, seu segundo álbum como solista
De 1999 a 2002 participou de vários projetos, entre eles foi convidada para formar parte do tema musical “El Pescador”, dedicado à João Paulo II. BMG Ariola a convida para participar do disco “Homenaje a Cri-Cri”. Em 2004 gravou seu 4º disco “Historias de mi Vida”.
Em 1999 estreou como atriz na novela Catalina y Sebastián, na TV Azteca. No canal, ainda fez as novelas Soñarás, Amor en custodia, Montecristo e Vivir por ti.
Em 2010 debuta na Televisa, na novela Para volver a amar. 
No ano de 2012 integrou o elenco da novela Amor bravío. Inicialmente foi apenas uma participação.  No entanto, a atriz voltou em cena meses depois. Segundo ela, tudo já estava planejado. 
Em 2014 integrou o elenco da novela Lo que la vida me robó, interpretando uma das vilãs da história.  Em setembro do mesmo ano posou para a revista H para Hombres. 
Já em 2015 participa da novela A que no me dejas, nas duas fases da trama.  

## Carreira

### Televisão
- Me atrevo a amarte (2025) - Crisanta Méndez de Sánchez-Guerra
- Mi fortuna es amarte (2021-2022) - Samia Karam Mansour de Haddad
- Esta historia me suena (2020-2021) - Nora / Karina
- Te doy la vida (2020) - Patricia
- Médicos, línea de vida (2020) .... Natalia Avendaño
- Me declaro culpable (2017-2018) .... Bianca Olmedo
- Enamorándome de Ramón (2017) ... Virginia Davis de Medina
- A que no me dejas (2015-2016) .... Mónica Greepé Villar / de Murat
- La sombra del pasado (2014-2015) ... Adelina Lozada Torres
- Lo que la vida me robó (2013-2014) ... Fabiola Guillén Almonte / Fabiola Almonte Giacinti
- Amor bravío (2012) .... Miriam Farca de Díaz
- Para volver a amar (2010-2011) .... Denisse
- Vivir por ti (2008) .... Beatriz
- Montecristo (2006-2007) .... Diana
- Amor en custodia (2005-2006) .... Carolina Costas
- Las Juanas (2004-2005) .... Yolanda
- Soñarás (2004) .... Dolores
- Catalina y Sebastián (1999) .... Jessica

### Séries
- Gossip Girl Acapulco (2013) .... Ana de la Vega
- La niñera (2007) .... Francisca "Fran" Flores
- Desde Gayola (2005-2006)(2008-2009) .... Rosita

### Condutora
- De buenas (2013/14)
- Mi bebé (2012)
- Actitud femenina (2010)
- Super sábado (2005)
- Domingo Azteca (1999)

### Cinema
- Héroes verdaderos (2010) .... Narradora
- Huapango (2001) ... Julia

### Teatro
- Cats - Mirta
- El enfermo imaginario
- Mi primer gran musical - Iris
- Victor/Victoria
- Ciudad blanca
- Fiebre de sábado por la noche
- Mary Poppins - Emérita
- Loco por ti - Yanira
- Charly Brown y sus Amigos
- Perdidos en el Espacio - Oralia
- Calle 42
- Blanca Nieves - Otilia

### Outros
- La Academia (2008) .... Jurado (Sexta geração)
- Aplauso aplauso (2004) .... Jurado

## Como cantora
- Historias de mi vida (2004)
- Te lo quiero contar (1998)
- Lisset (1997)
- Nada Personal con Armando Manzanero (1996)

## Vida pessoal
Lisset é filha do músico, compositor e produtor Willy Gutiérrez. En 2001 se casou com o ator Demián Bichir. No entanto, o relacionamento durou só dois anos. Posteriormente, em dezembro de 2008, se casou com o ator espanhol Lisardo. Com ele tevo a sua filha, María. Se divorciaram em outubro de 2014.